# Бернар Ино
Бернар Ино (фр. Bernard Hinault; Бретања, 14. новембар 1954) је бивши француски професионални бициклиста. Ино је петоструки шампион Тур де Франса, он је трећи бициклиста који је успео да победи пет пута, пошто су то пре њега учинили Жак Анкетил и Еди Меркс. Исто тако, један је од пет бициклиста који су освојили све три гранд тур трке: Тур де Франс, Ђиро д’Италија и Вуелта а Еспања и један је од двојице бициклиста који су освојили сваку више од једанпут (други је Алберто Контадор). Убраја се у најтрофејније и најуспешније бициклисте свих времена. Остварио је преко 200 победа за 12 година.

## Младост и породица
Бернар је рођен 14. новембра 1954. у бретањском селу Ифињак, као друго најстарије од четворо деце Жозефа и Луси Ино. Породица је живела у кућици по имену Клотур, изграђеној убрзо након што је Бернар рођен. Његови родитељи су били фармери, а деца су често морала да помажу у време жетве. Његов отац је касније радио као железнички радник за националну железничку компанију SNCF. Ино је описан као „хиперактивно“ дете, а мајка му је дала надимак „мали хулиган“. Ино није био добар ученик, али је посетио технички колеџ у Сен Бријеу ради инжењерског шегртовања. Тамо је почео да се бави атлетиком, постао је тркач и завршио на десетом месту на првенству Француске за јуниоре у кросу 1971. године.
У децембру 1974, непосредно пре него што је постао професионалац, Ино се оженио Мартином, коју је упознао на једном породичном венчању годину дана раније. Њихов први син, Микаел, рођен је 1975, а други, Александр, 1981. Ино и његова породица живели су у Кесоју, близу Ифинијака, док је био професионални бициклиста. Након његовог пензионисања, преселили су се на фарму удаљену 64 km (40 mi) у Бретањи. Ино је купио имање од 48 ha (120 acres) у близини Калоргена 1983. године. Мартин је касније била градоначелник Калоргена.
Иако деле исто родно место и презиме, он није у сродству са млађим бициклистом Себастијеном Ином.

## Јуниорска каријера
Ино је почео јуниорску каријеру 1972. године и прве сезоне је освојио национално првенство за јуниоре. 1974. је освојио национално првенство на траци за јуниоре и друго место на трци Руте де Франс.

## Професионална каријера

### 1975 — 1977.
Ино је почео професионалну каријеру 1975. године. Постао је пријатељ са Сирилом Гимардом, који је завршио каријеру због повреде. Гимард је преузео позицију спортског директора у тиму Гитан Кампањоло и Ино се придружио тиму. Прве године је освојио национално првенство на траци и за аматере и за професионалце.
Године 1976, Ино је победио на трци Париз—Камебрт, где је показао изузетне хронометарске способности. Исте године, Лусјен ван Импе је освојио Тур де Франс за Гитан тим.
Године 1977, Ино је освојио Гент—Вевелгем, Лијеж—Бастоњ—Лијеж, Гран при десет нација, а затим и Критеријум Дофине, на којем је победио многе фаворите за Тур де Франс, укључујући и каснијег победника те године, Бернара Тевнеа. Али, по савету Гимарда, није учествовао на Туру.

### 1978 — 1983.
На почетку 1978. године, тим Гитан Кампањоло је променио име у Рено Гитан.
Ино је освојио Гран при десет нација другу годину заредом, а затим да би се припремио за Тур де Франс, возио је Шпанску Вуелту, победио је на четири етапе и освојио је. Победивши на Вуелти, Ино се осјећао спремним за Тур де Франс, пре Тура освојио је национално првенство у друмској вожњи. На Туру је водио велику борбу са Јопом Зутемелком, победио три етапе и освојио Тур након завршног хронометра.
Године 1979, година је била изузетно успешна за Иноа. Освојио је Ђиро Ломбардија трку, Флеш Валон, Гран при десет нација, а затим и Критеријум Дофине, па је на Тур де Франс дошао као велики фаворит. Ино је освојио Тур, победивши на чак седам етапа, такође је освојио и класификацију по поенима.
На старту 1980. Ино и Гимард су објавили да је циљ "трипла круна", Ђиро д’Италија, Тур де Франс и светско првенство, што је претходно пошло за руком само Едију Мерксу. Пре Ђира, Ино је освојио Тур Романдије и Лијеж—Бастоњ—Лијеж. Иноова победа на Лијеж—Бастоњ—Лијежу је остала упамћена по томе што је победио са преко 10 минута. На Ђиру је победио на етапи 14 и освојио га. На Тур де Франсу није имао среће јер је морао да напусти трку због повреде у тренутку кад је био лидер. Ино се вратио и освојио светско првенство.
Године 1981, освојио је Париз—Рубе, Амстелову златну трку, Критеријум Интернационал и Критеријум Дофине, а затим је потпуно доминирао на Тур де Франсу, победио је на четири етапе, освојио класификацију комбинације и освојио свој трећи Тур, провевши 18 дана у жутој мајици.
Године 1982. освојио је Гран при десет нација и Тур Луксембурга, а затим долази опет на Ђиро и осваја га други пут у исто толико и учешћа, а победио је на пет етапа. Након Ђира, освојио је свој четврти Тур, победивши четири етапе.
Године 1983. освојио је Флеш Валон. Због повреде је морао да пропусти Тур де Франс, а његов тимски сувозач, Лоран Фињон, је успио да га освоји. Након што је пропустио Тур, Ино је освојио Вуелта а Еспању, где је победио на две етапе. Ино је тако дошао до невероватног учинка, од осам вожених гранд тур трка, освојио је свих осам.

### 1984 — 1986.
Несугласице са Гимаром су довеле до њиховог раздвајања и Ино је 1984. прешао у тек формирани тим Ла Вила. Освојио је Ђиро Ломбардија трку и Гран при десет нација, а затим је водио борбу на Туру са актуелним шампионом и бившим сувозачем, Лораном Фињоном. Ино је победио пролог на првој етапи, али није имао снаге у брдима и Фињон је освојио Тур са преко 10 минута испред Иноа, који је завршио други.
Године 1985, Ино се вратио по трећи пут на Ђиро и освојио га, победивши једну етапу. На Туру, Ино је освојио пролог на првој етапи, а затим је победио и на осмој етапи. Великог ривала имао је у свом тимском сувозачу, Грегу Лемонду, који је био под притиском од стране тима да се не бори за победу, већ да пусти Иноа да освоји Тур. Тако је и било, Ино је освојио свој пети Тур де Франс, изједначивши се са Жаком Анкетилом и Едијем Мерксом. Лемонд је освојио друго место, уз обећање Иноа да ће му помоћи да освоји наредне године.
Ино је возио свој последњи Тур де Франс 1986. године, када је требало да врати услугу Лемонду и помогне му да победи, али није било тако. Ино је возио доста агресивно, правдајући се да то ради да би избацио из трке Лемондове ривале, а заправо је и сам Лемонд заостајао. Лоран Фињон је возио дефанзивно од почетка, а затим је напустио Тур због повреде. На Алп ду Езу, Ино је напао, Лемонд га јурио, достигао и престигао, узевши му жуту мајицу и победу на Туру, Ино је завршио други, победио је на три етапе и освојио је брдску класификацију. У каснијим изјавама, Лемонд је изјавио да га је Ино тада издао са својом тактиком.

## Крај каријере
На крају 1986. године, Бернар Ино се повукао из бициклизма, након чега је наставио да ради као један од организатора Тур де Франса. На крају сваке етапе, честита победницима и носиоцима мајица. Такође је радио као технички консултант у компанији Лук, која се бавила производњом педала за бицикла.
У децембру 2013. објављено је да ће Ино преузети улогу покровитеља Британског тима Рали за 2014. годину.. О ривалству Иноа и Лемонда на Туру 1986. снимљен је и филм, који је објављен 22. јула 2014. године. Ино је возио 12 гранд тур трка, освојио је 10, а два пута је завршио други на Тур де Франсу. На вечној листи Гран Тур шампиона, Ино је иза Едија Меркса, који има 11 освојених гран тур трка.